# Bjørn Stieler
Bjørn Stieler (født 24. juli 1912 i København, død 30. marts 1996 i Glostrup) var en cykelrytter fra Danmark. Hans foretrukne disciplin var banecykling.
I 1936 blev han på Ordrupbanen nummer tre ved de danske mesterskaber i sprint. Ved Københavns seksdagesløb i 1939 blev han nummer to sammen med makker Werner Grundahl.